# Hever Castle
Hever Castle je hrad ve vesnici Hever poblíž Edenbridge, přibližně 48 km jihovýchodně od Londýna. Mezi lety 1462 a 1539 byl sídlem rodu Boleynů. Své mládí zde strávila například i Anna Boleynová, manželka krále Jindřicha VIII. V současné době je hrad oblíbenou turistickou atrakcí.